# Nawidemak
Nawidemak, var kandake och regerande drottning av Kush under det första århundradet e. Kr.
Hon var möjligen den drottning vars hovman Filippos evangelisten konverterade till kristendomen, och som beskrivs i Apostlagärningarna. 
Det finns inte mycket information om henne. Hon uppges ha varit den fjärde regerande kandake-drottningen. Hon är avbildad i sin gravkammare i Meroe. Hon avbildas med tydliga insignier som bars även av manliga monarker. 